# Колібрі-інка чорний
Колі́брі-і́нка чорний (Coeligena prunellei) — вид серпокрильцеподібних птахів родини колібрієвих (Trochilidae). Ендемік Колумбії.

## Опис

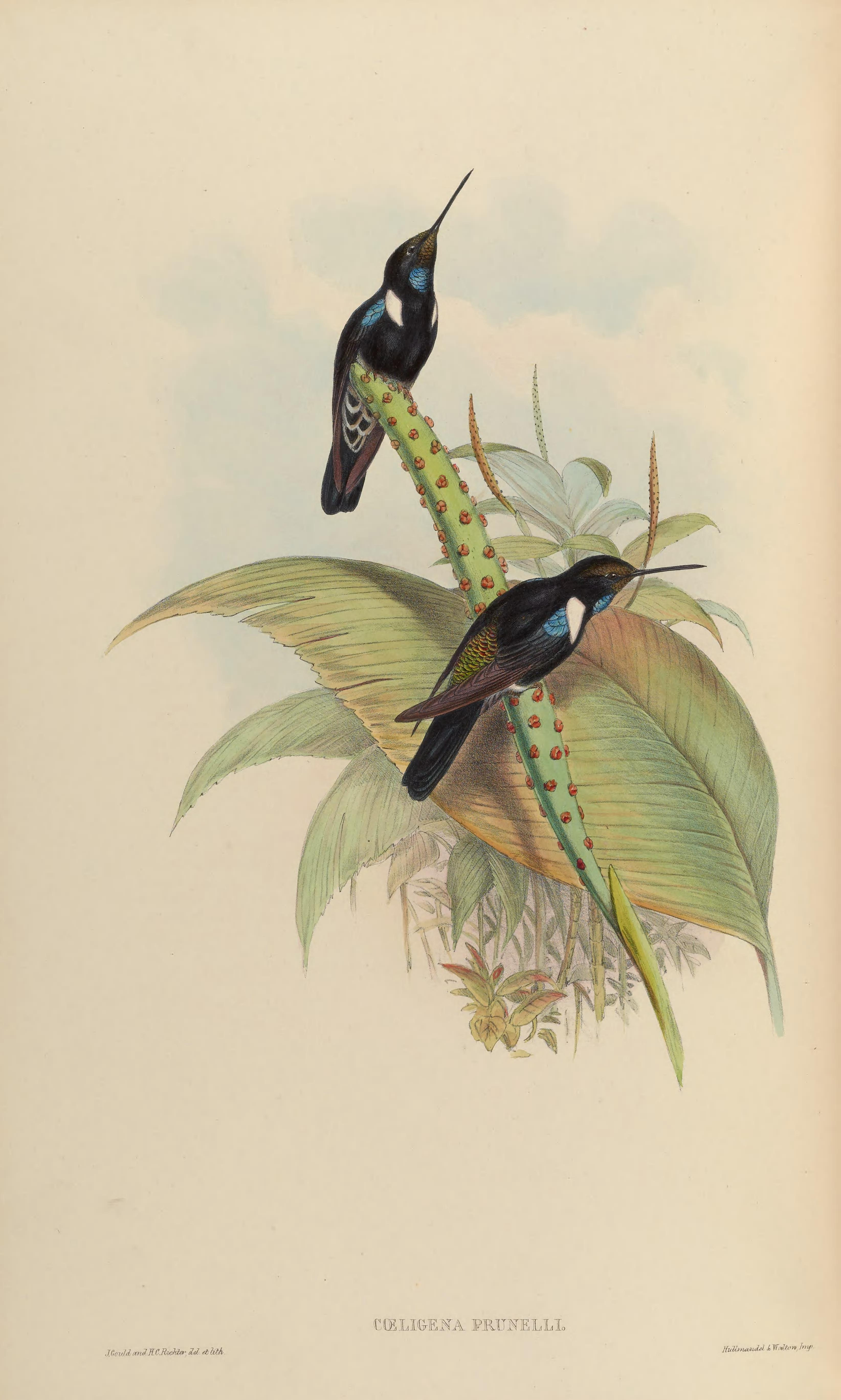
Чорні колібрі-інки

Довжина птаха становить 11-14 см, вага 6,6-7 г. У самців верхня частина тіла фіолетово-чорна, на плечах помітні металево-блискучі сині плями, хвіст чорний, роздвоєний. За очима білі плями. Нижня частина тіла темно-фіолетово-чорна, на горлі райдужна синьо-зелена пляма, на грудях з боків білі плями. Дзьоб довгий, прямий, чорний, довжиною 30 мм. Лапи рожевувато-червоні. Самиці мають менш яскраве забарвлення, дзьоб у них дещо довший, сині плями на плечах менші, хвіст менш роздвоєний. Забарвлення молодих птахів ще менш яскраве, райдужна пляма на горлі у них відсутня.

## Поширення і екологія
Чорні колібрі-інки мешкають на західних схилах Східного хребта Колумбійських Анд в департаментах Сантандер, Бояка і Кундінамарка, а також на західніх і східних схилах гірського масиву Серранія-де-лос-Ярігуєс. Вони живуть у вологих гірських тропічних лісах де переважають дуби Quercus humboldtii і Trigonobalanus excelsa, на висоті від 1000 до 2800 м над рівнем моря.
Чорні колібрі-інки живляться нектаром різноманітних квітучих рослин з трубчастими квітками, зокрема з родів Fuchsia, Bomarea, Aetanthus, Aphelandra, Palicourea, Psammisia і Thibaudia, переміщуючись за певним маршрутом, а також комахами, яких збирають з рослинності. Іноді захищають кормові території. Сезон розмноження триває з червня по жовтень, іноді по лютий. Гніздо чашоподібне, робиться з луски деревоподібної папороті, рослинного пуху і павутиння, розміщується на висоті від 1,5 до 1,8 м над землею.

## Збереження
МСОП класифікує цей вид як вразливий. За оцінками дослідників, популяція чорних колібрі-інків становить від 3500 до 15000 птахів. Ї загрожує знищення природного середовища.